# Epilampra santosi
Epilampra santosi är en kackerlacksart som först beskrevs av Isolda Rocha e Silva-Albuquerque och Guilherme A.M. Lopes 1976.
Epilampra santosi ingår i släktet Epilampra och familjen jättekackerlackor. Inga underarter finns listade i Catalogue of Life.